# Tram van Schwerin
De tram van Schwerin is het belangrijkste openbaarvervoermiddel in Schwerin, hoofdplaats van de Duitse deelstaat Mecklenburg-Voor-Pommeren. Het net heeft een lengte van 21 kilometer en wordt bediend door vier tramlijnen. De voorloper van het huidige tramnet was een paardentram die in 1881 geopend werd. Het normaalsporig tramnet wordt geëxploiteerd door Nahverkehr Schwerin GmbH (NVS).

## Geschiedenis

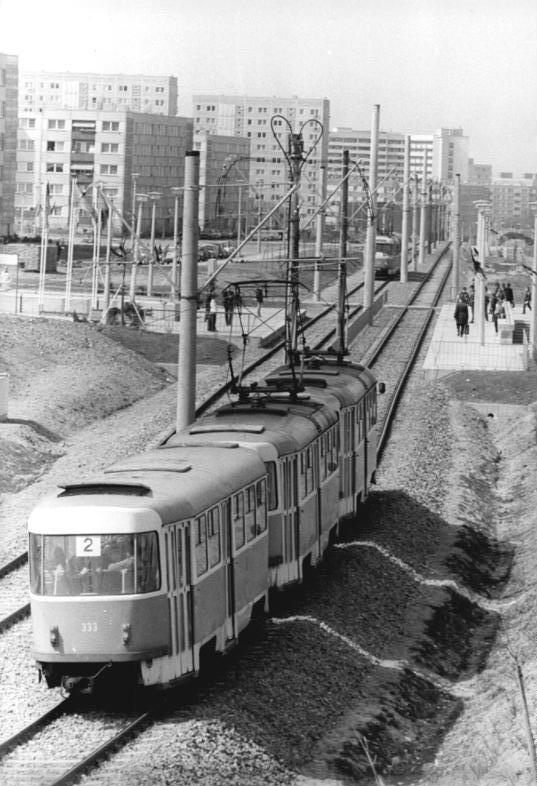
Verlenging in april 1984 van de tram naar het nieuwbouwgebied Großer Dreesch III. Halte Am Fernsehturm.

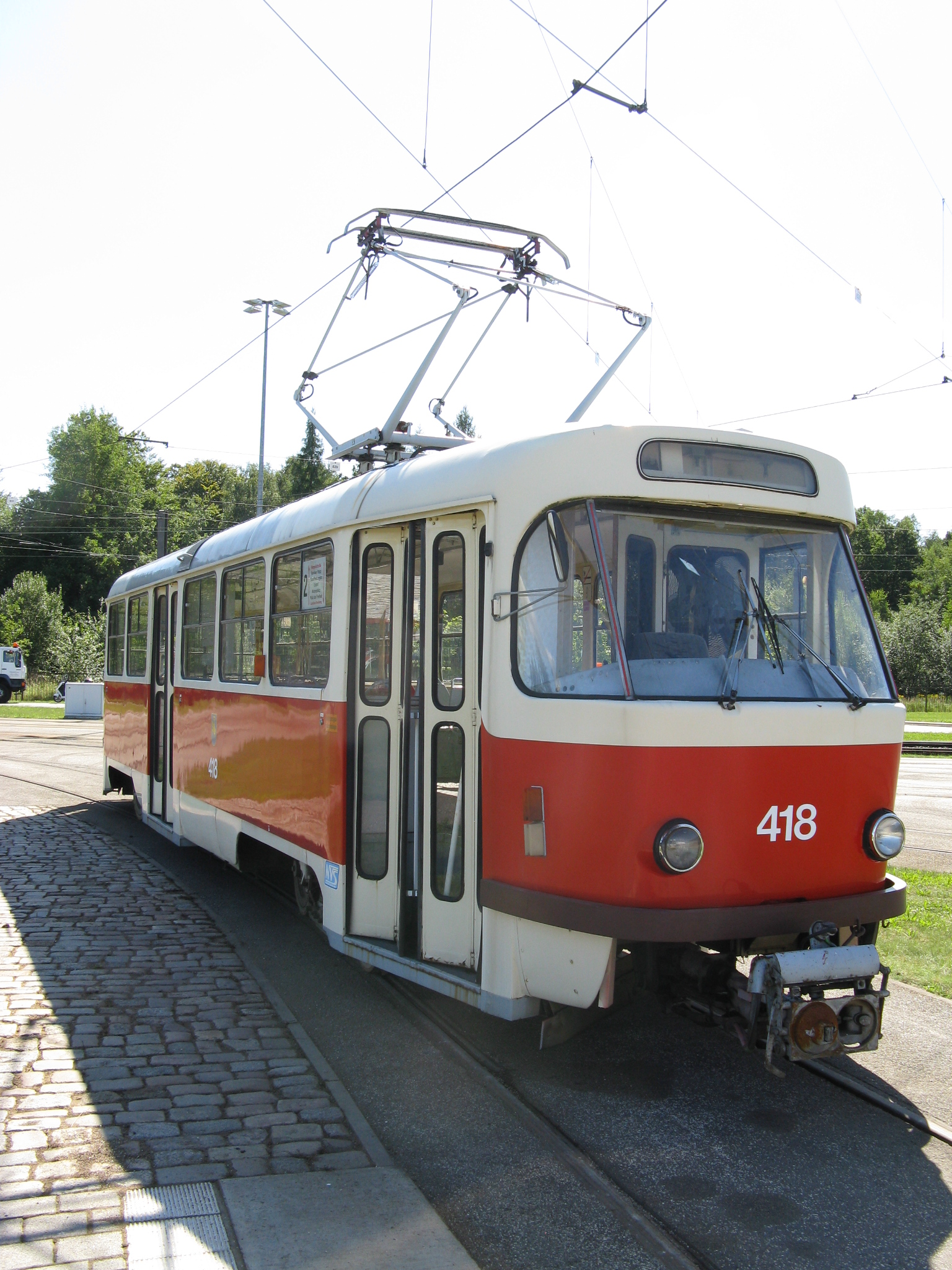
Tatra-motorwagen type T3D, Bouwjaar 1988

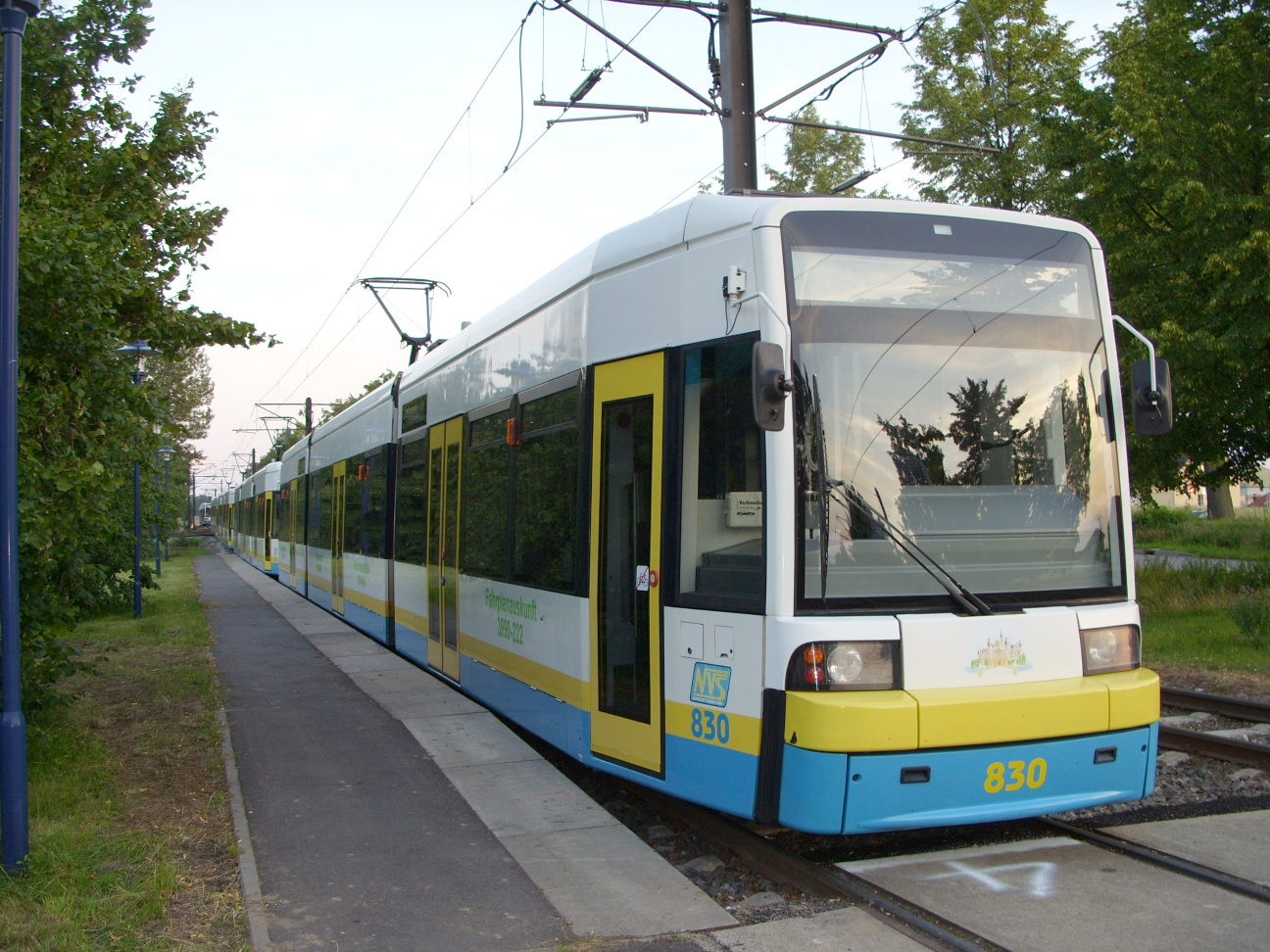
Moderne lagevloertram

De paardentram deed in Schwerin zijn intrede in 1881 op twee trajecten. Gezien de exploitatie niet rendabel bleek te zijn, werden ze vier jaar later alweer stilgelegd. In 1906 verscheen de eerste omnibus maar ook deze was niet rendabel waardoor de exploitatie ervan slechts enkele maanden later werd opgeheven. De elektrische tram werd op 1 december 1908 feestelijk ingehuldigd. Motorwagen nummer 26 die in 1926 gebouwd werd door de Waggonfabrik Wismar, werd in 2001-2003 gerestaureerd en rijdt nog steeds als historische tram uit bij bijzondere gelegenheden.
In april 1945 werd de oude tramstelplaats in de Wallstraße door een luchtaanval geraakt. Daarbij werden, behalve vier in dienst zijnde voertuigen, alle motor- en bijwagens beschadigd of vernield. Maar al vanaf 1 mei 1946 kon de exploitatie worden hernomen.
In alle trams reed tot 1968 een ontvanger mee die aan boord vervoerbewijzen verkocht. In de jaren 1960 werd aan alle eindpunten (behalve Werderstraße) een keerlus aangelegd.
Vanaf de jaren 1960 kende Schwerin een sterke groei. Dit ging gepaard met nieuwe verlengingen naar de nieuwe stadswijken: Lankow in het noordwesten (geopend in 1969), Großen Dreesch in het zuidoosten (1974 maar verlengd in 1984) en Neu Pampow in het zuidwesten (1979). In september 1969 werd het bochtige traject door de Schelfstadt naar Werderstraße opgeheven en in april de Waldbahnstrecke naar Zippendorf.
Begin van de jaren 1970 begon voor het trambedrijf een nieuw tijdperk. De oude Gotha- en Reko-trams werden vanaf 1973 vervangen door Tatra-trams. De laatste vooroorlogse tram verdween in 1972 maar het duurde nog tot december 1988 vooraleer de laatste Gotha-tram binnenreed. De Tatra-trams hadden gedurende meer dan 30 jaar mee het straatbeeld van Schwerin bepaald.
In 1976 werd de eerste steen gelegd voor een nieuwe grote stelplaats in Haselholz. Op deze site werd ook een groot onderhoudscentrum, de administratie en een onderstation ondergebracht.
In 1996 werd de stelplaats in de Wallstraße voorgoed gesloten. De aansluitingssporen naar het net werden pas jaren later bij wegenwerken opgebroken. In de Voßstraße bevinden zich nu nog enkele resten van sporen.
Nadat de 41 Tatra-trams, elk bestaande uit een motorwagen en een bij-motorwagen, alsook 20 bijwagens in de jaren 1991 tot 1995 gemoderniseerd werden tot het type T3DC, werden zij vervolgens tussen 2001 en 2003 vervangen door 30 gelede Bombardier-lagevloertrams van het type SN 2001.
De laatste rit met een Tatra-tram (stel met nummers 144-244) vond plaats op 13 februari 2004. Deze wagens werden verkocht aan de trambedrijven van Daugavpils, Dnipropetrovsk, Almaty en Toela.

## Lijnennet

### 1908
De elektrische exploitatie begon in december 1908 met volgende lijnen:
- (1) Alter Garten - Arsenalstraße - Friedrich-Franz-Straße
- (2) Friedhof - Marienplatz - Werderstraße
- (3) Station - Marienplatz - Schweizerhaus

### 1911
Grootste aantal lijnen
- (1) Alter Garten - Arsenalstraße - Friedrich-Franz-Straße
- (2) Friedhof - Marienplatz - Werderstraße
- (3) Station - Marienplatz - Schweizerhaus - Seevilla
- (4) Bürgermeister-Bade-Platz - Stern's Hotel
- (5) Station - Marienplatz - Landes-Gewerbe- und Industrie-Ausstellung (landelijke economie- en industrie-tentoonstelling)

### 1949
Heropening van de Werderbahn
- (1) Sachsenberg - Leninplatz - Zippendorf
- (2) Friedhof - Leninplatz - Werderstraße

### 1989
Nieuwe trajecten door stadsuitbreiding
- (1) Klement-Gottwald-Werk - Leninplatz - Berliner Platz
- (2)  Lankow-Siedlung - Leninplatz - Hegelstraße
- (3)  Hegelstraße - Neu Pampow
- (4)  Lankow - Leninplatz - Neu Pampow
- (4A) Platz der OdF (Opfer der Faschismus) - Leninplatz - Neu Pampow

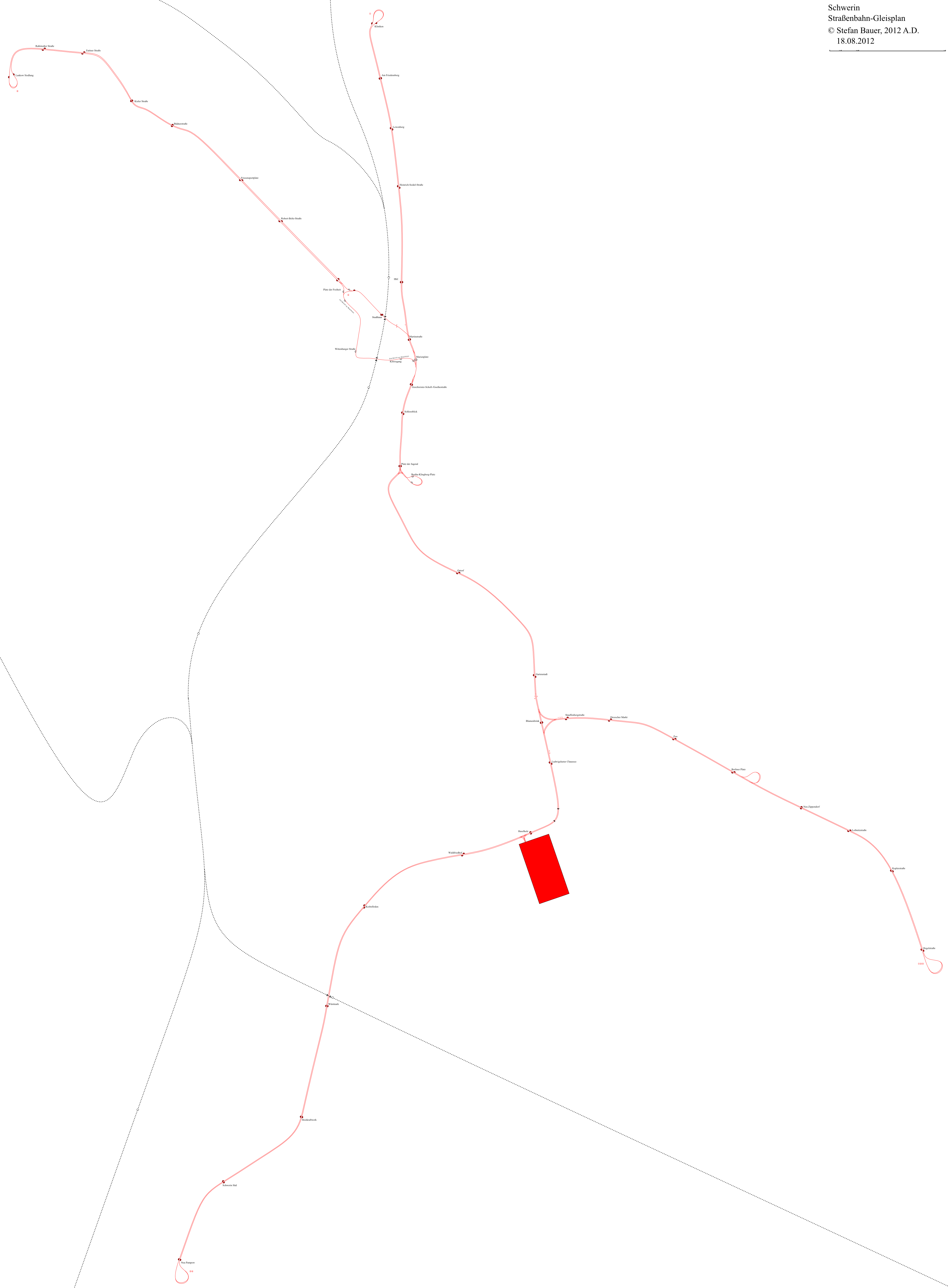
Lijnennet 2012

### Actueel
Door de nieuwbouw van de spoorwegbrug in de Wittenburger Straße, is het tramnet sinds 16 maart 2015 voor twee jaar gewijzigd. Lijn 2 rijdt tussen Platz der Freiheit en Marienplatz in beide richtingen via de Franz-Mehring-Straße. Lijn 4 rijdt tussen Kliniken en Neu Pampow.
Frequenties van de lijnen tijdens de werken, overdag, afhankelijk van de tijd van de dag of de dag van de week:
| 1 | Kliniken - Hegelstraße        | alle 15 / 20 / 30 minuten                |
| 2 | Lankow Siedlung - Hegelstraße | alle 15 / 20 / 30 / 70 minuten           |
| 3 | Hegelstraße - Neu Pampow      | alle 30 Minuten (enkel woon-werkverkeer) |
| 4 | Kliniken - Neu Pampow         | alle 30/ 40 / 60 / 80 minuten            |

Frequenties van de lijnen bij normale exploitatie, afhankelijk van  de tijd van de dag of de dag van de week:
| 1 | Kliniken - Hegelstraße          | alle 15 / 20 / 30 minuten                |
| 2 | Lankow Siedlung - Hegelstraße   | alle 15 / 20 / 30 / 70 minuten           |
| 3 | Hegelstraße - Neu Pampow        | alle 30 Minuten (enkel woon-werkverkeer) |
| 4 | Platz der Freiheit - Neu Pampow | alle 30 / 60 minuten                     |

### Mogelijke netuitbreidingen
Geregeld is er sprake om het tramnet te koppelen aan de relatief dicht bij de stad verlopende spoorlijn naar Rehna en Parchim, dit naar het voorbeeld van de tramtrein in Karlsruhe.
Volgens de ruimtelijke innemingsplannen van de stad Schwerin zouden volgende trajectverlengingen mogelijk zijn: Hegelstraße - Consrade, Rahlstedter Straße - Lankower Dreieck, Kliniken - Groß Medewege, Krebsförden - Bleicherufer - Platz der Jugend. Zinvol lijkt de 1,5 km lange verbinding Waldfriedhof - Krebsförden (Sieben-Seen-Park Zeven-Zeeën-Park), maar de bouw ervan wordt niet ernstig in overweging genomen.
In de zomer van 2007 werd de nieuwe keerlus Bertha-Klingberg-Platz in exploitatie genomen. Deze is nuttig bij het inkorten van tramlijnen in geval van werken en voor de bediening van de Bundesgartenschau die in 2009 plaatsvond in Schwerin.

## Voertuigen

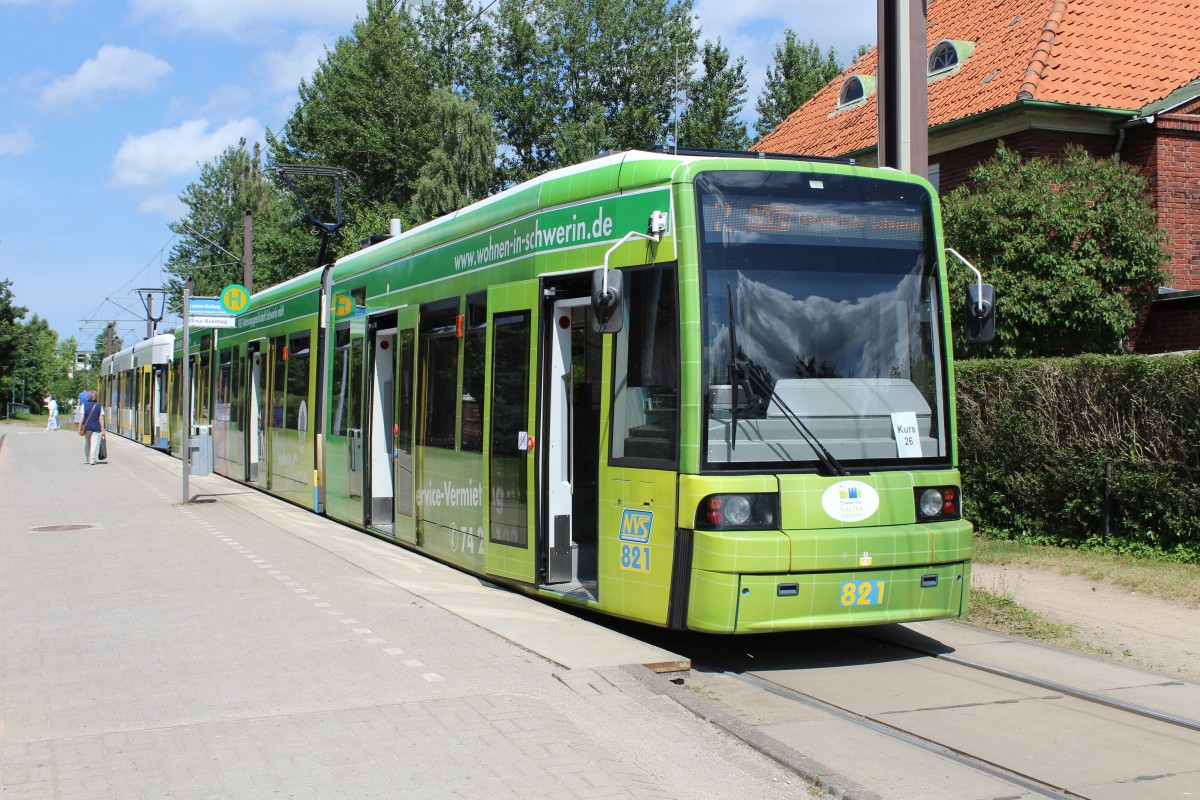
Tram nr. 821 aan de kop van een gekoppeld stel met twee trams van het type SN2001

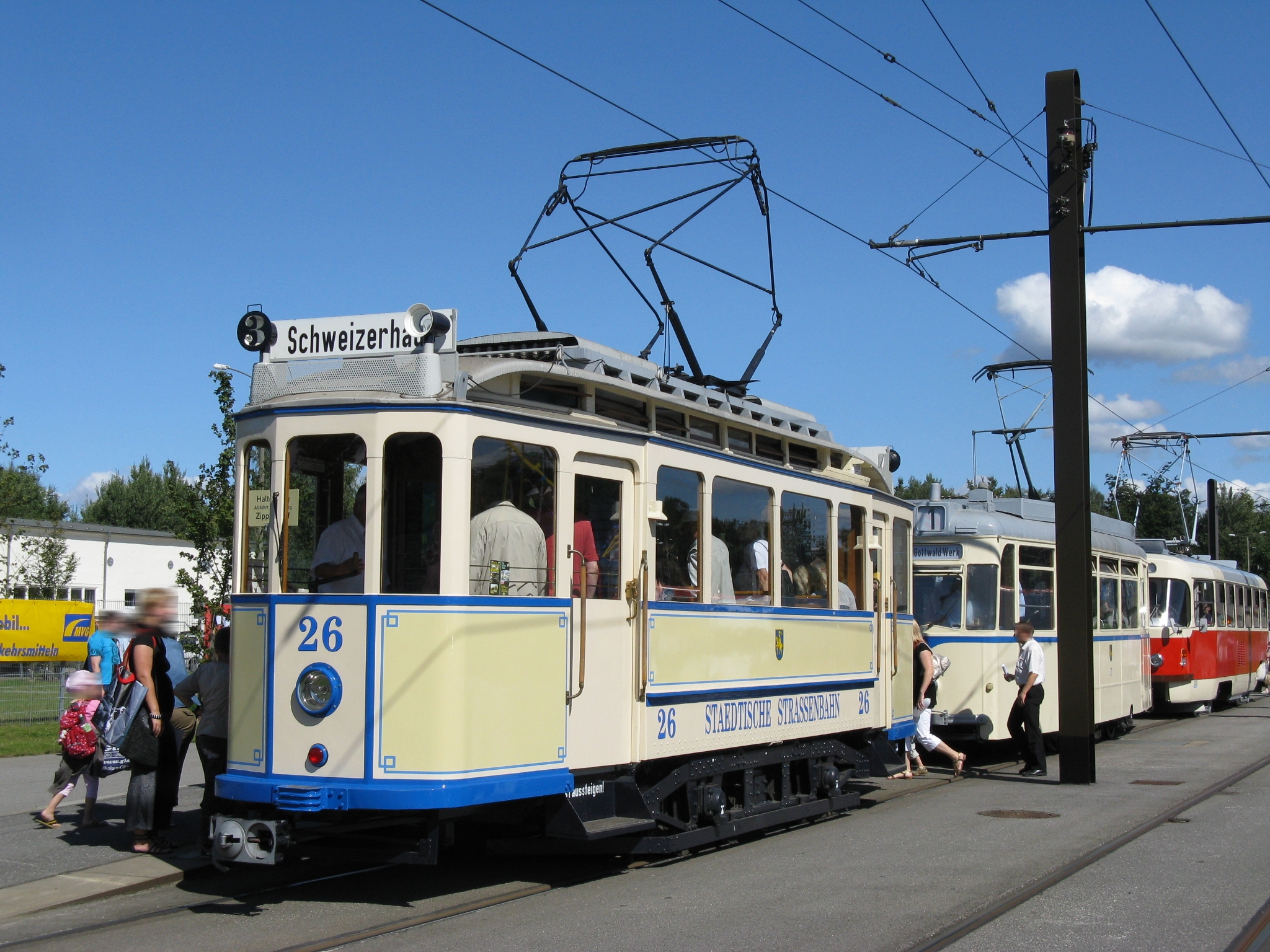
Historische tram, type Wismar, bouwjaar 1926 (vooraan)

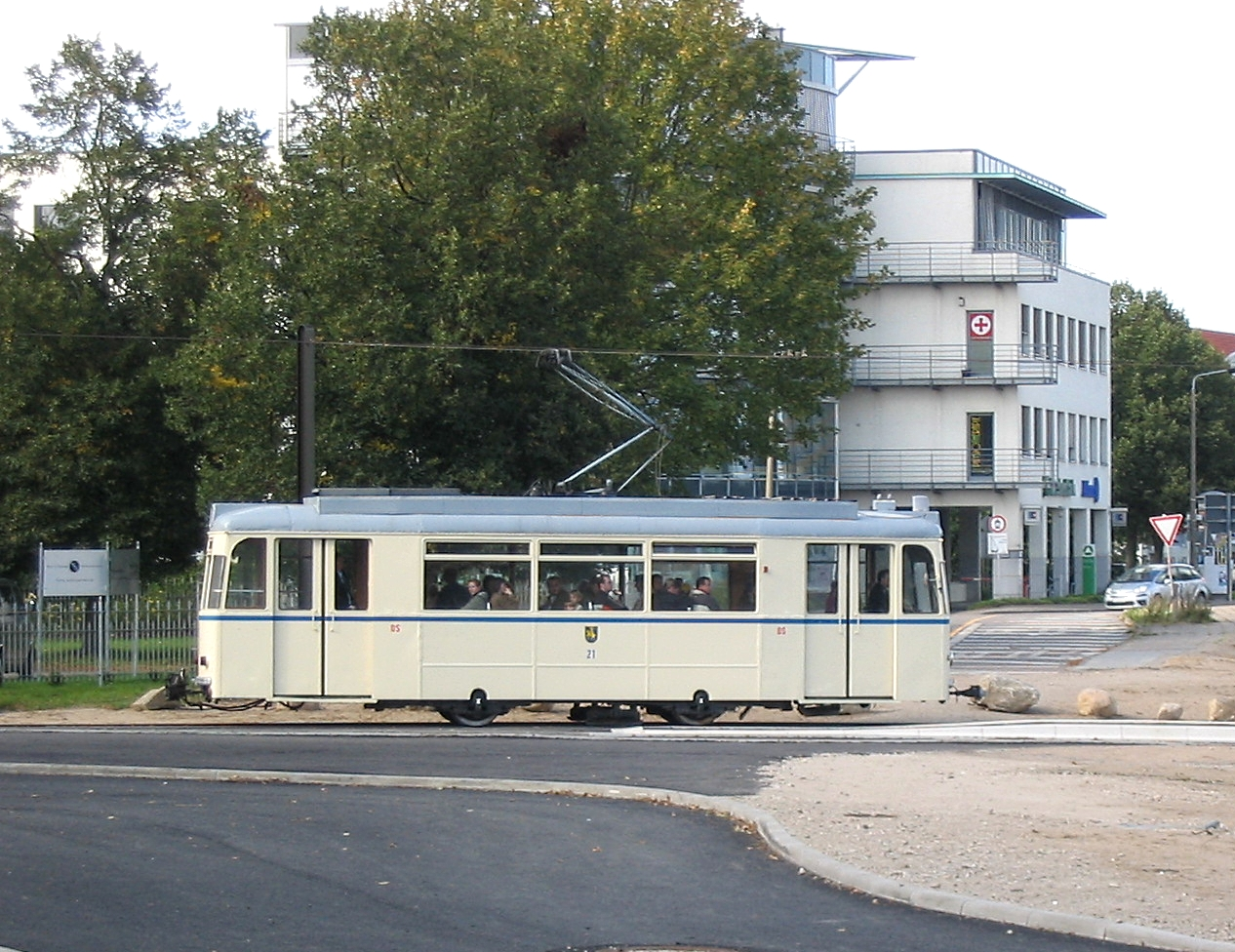
Historische tram, type Gotha T59ER, bouwjaar 1959

Het geregeld tramverkeer wordt verzorgd door 30 driedelige lagevloertrams. Deze tussen 2001 en 2003 gebouwde voertuigen zijn van het type SN 2001 en behoren tot de Flexity Classic-reeks van Bombardier. De trams zijn genummerd van 801 tot 830 en dragen de kleuren wit, helgeel en blauw. Enkele voertuigen zijn voorzien van volreclame. In functie van de reizigerstoeloop worden soms twee aan elkaar gekoppelde stellen ingezet. De inzet van een koppelstel is op weekdagen de standaard op lijn 2 tussen 05.00 uur en 20.00 uur.
Deze trams vervingen de sinds 1973 in dienst zijnde Tatra T3-trams. De meeste van de Tatra's werden in 1992/1993 gemoderniseerd en tussen 2002 en 2005 verkocht aan de trambedrijven van Almaty, Daugavpils, Dnjepropetrovsk, Toela, Vladikavkaz en Voronezj. Daar zijn de meeste van die trams nog steeds in dienst. De bijhorende bijwagens werden daarentegen verschroot.
Tot de historische tramvloot van de NVS behoren naast een Tatra-rijtuig ook nog een motorwagen van het type Wismar (bouwjaar 1926) en Gotha (bouwjaar 1959).